# Early Man
Early Man (Cavernícola en España, El cavernícola en Hispanoamérica) es una película de animación del año 2018, dirigida por Nick Park y producida por Aardman Animations.

## Argumento
Narra la historia de Dug, que junto con su amigo Cerdog, unen a su tribu en contra del archienemigo Lord Nooth y su Ciudad de la Era del Bronce para salvar su hogar. De paso, enseña a su grupo de cavernícolas a jugar al fútbol.

## Reparto
- Eddie Redmayne: Dug
- Tom Hiddleston: Lord Nooth
- Maisie Williams: Goona
- Timothy Spall: Apá Bob (Jefe)
- Richard Ayoade: Treebor
- Mark Williams: Barry
- Miriam Margolyes: Reina Oofeefa
- Rob Brydon: Pájaro mensajero
- Kayvan Novak: Dino
- Johnny Vegas: Asbo
- Selina Griffiths: Magma
- Simon Greenall: Eemack
- Gina Yashere: Gravelle

### Doblaje en España
- Hugo Silva: Dug
- Mario Vaquerizo: Lord Nooth
- Chenoa: Goona
- Adolfo Pastor: Apá Bob (Jefe)
- Juan Antonio Soler: Treebor
- Juan Antonio Soler: Barry
- Isabel Donate: Reina Oofeefa
- José Luis Ángulo: Pájaro mensajero
- David Hernán: Dino
- José María Largo: Asbo
- Ana Plaza: Magma
- Álex Sardinas: Eemack
- Raquel Cubillo: Gravilla

### Doblaje en Los Ángeles
- Humberto Amor: Dug
- Gerardo Prat: Lord Nooth
- Natalia Hencker: Goona
- Eduardo Bulnes: Apá Bob (Jefe)
- Jaime Aymerich: Treebor
- Jorge Toscano: Barry
- Angelines Santana: Reina Oofeefa
- Rubén Trujillo: Pájaro mensajero
- Eduardo Iduñate: Dino
- Eddie Santiago: Asbo
- Larisa Asuaje: Magma
- Denise Lebre: Alergina